# 귀향 (1973년 영화)
귀향은 한국에서 제작된 이영우 감독의 1973년 영화이다. 신구 등이 주연으로 출연하였고 박운삼 등이 제작에 참여하였다.

## 출연

### 주연
- 신구
- 나오미
- 백일섭